# Tegenaria antrorum
Tegenaria antrorum là một loài nhện trong họ Agelenidae.
Loài này thuộc chi Tegenaria. Tegenaria antrorum được Eugène Simon miêu tả năm 1916.